# Grao de Chilkoot
El grao o bocana de Chilkoot es un grao situado en el al sureste de Alaska (Estados Unidos), localizado en el lado oriental de la península de Chilkat en el canal Lynn. El grao de Chilkoot es la terminación del río Chilkoot y de su cuenca, donde también se encuentra la localidad de Lutak. El grao se documentó por primera vez en 1794 de la mano de Joseph Whidbey, capitán del HMS Discovery durante la expedición entre 1791-1795 de George Vancouver.

## Galería de imágenes

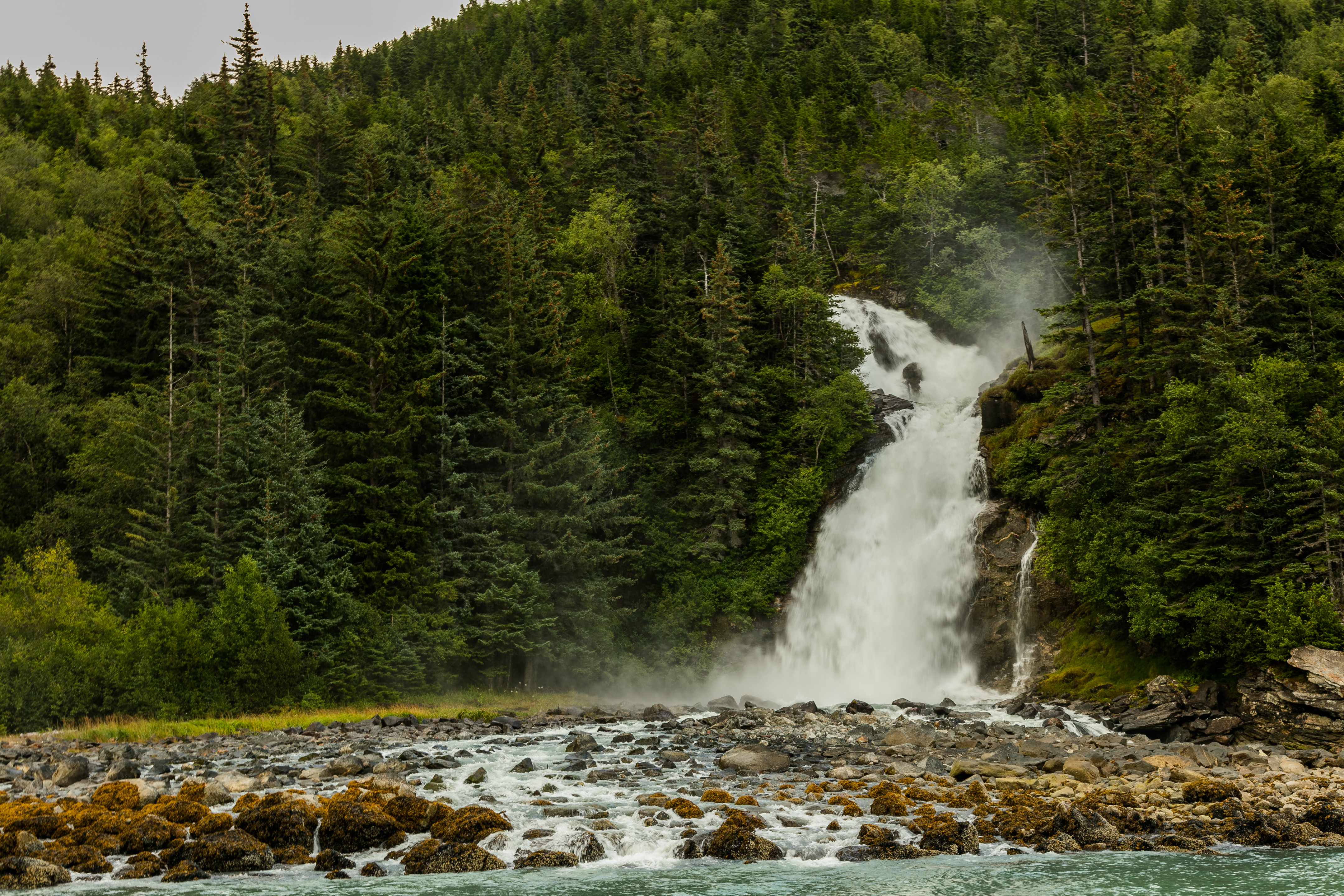
Cascada, Bocana de Chilkoot, Skagway, Alaska.
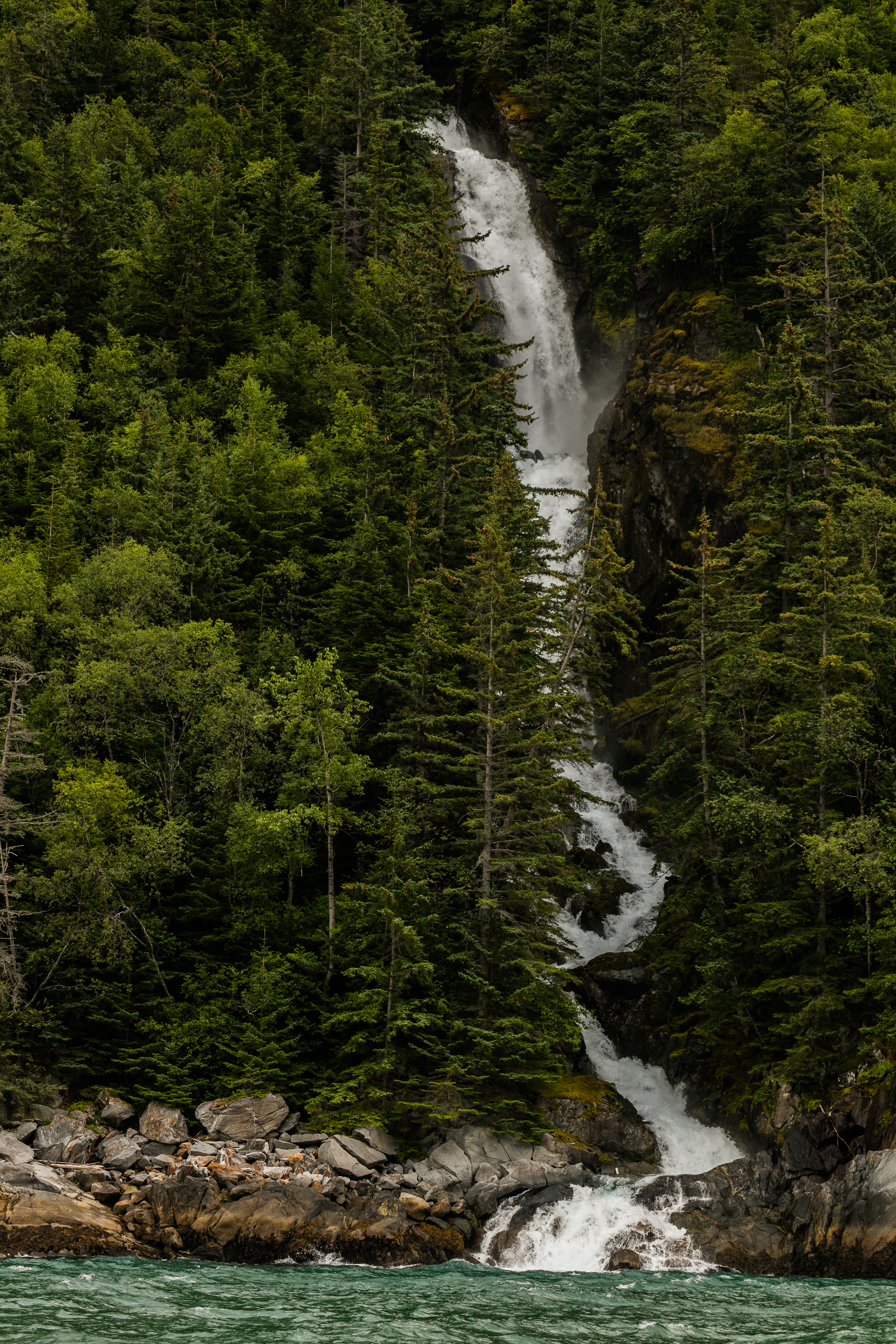
Cascada, Bocana de Chilkoot, Skagway, Alaska.
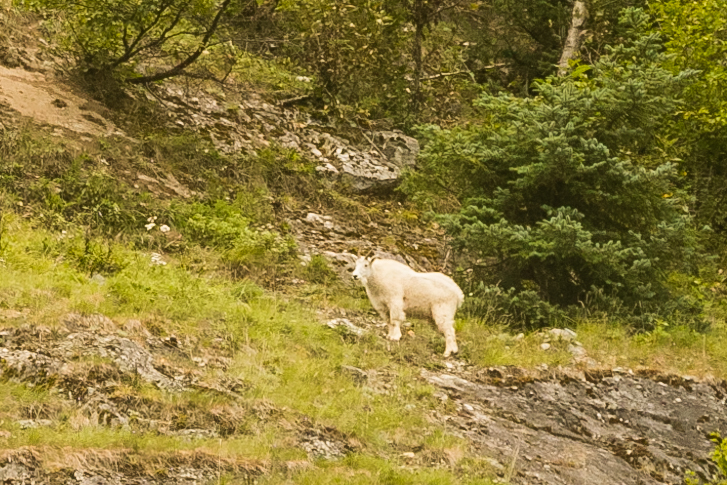
Cabra blanca (Oreamnos americanus), Bocana de Chilkoot, Skagway, Alaska.
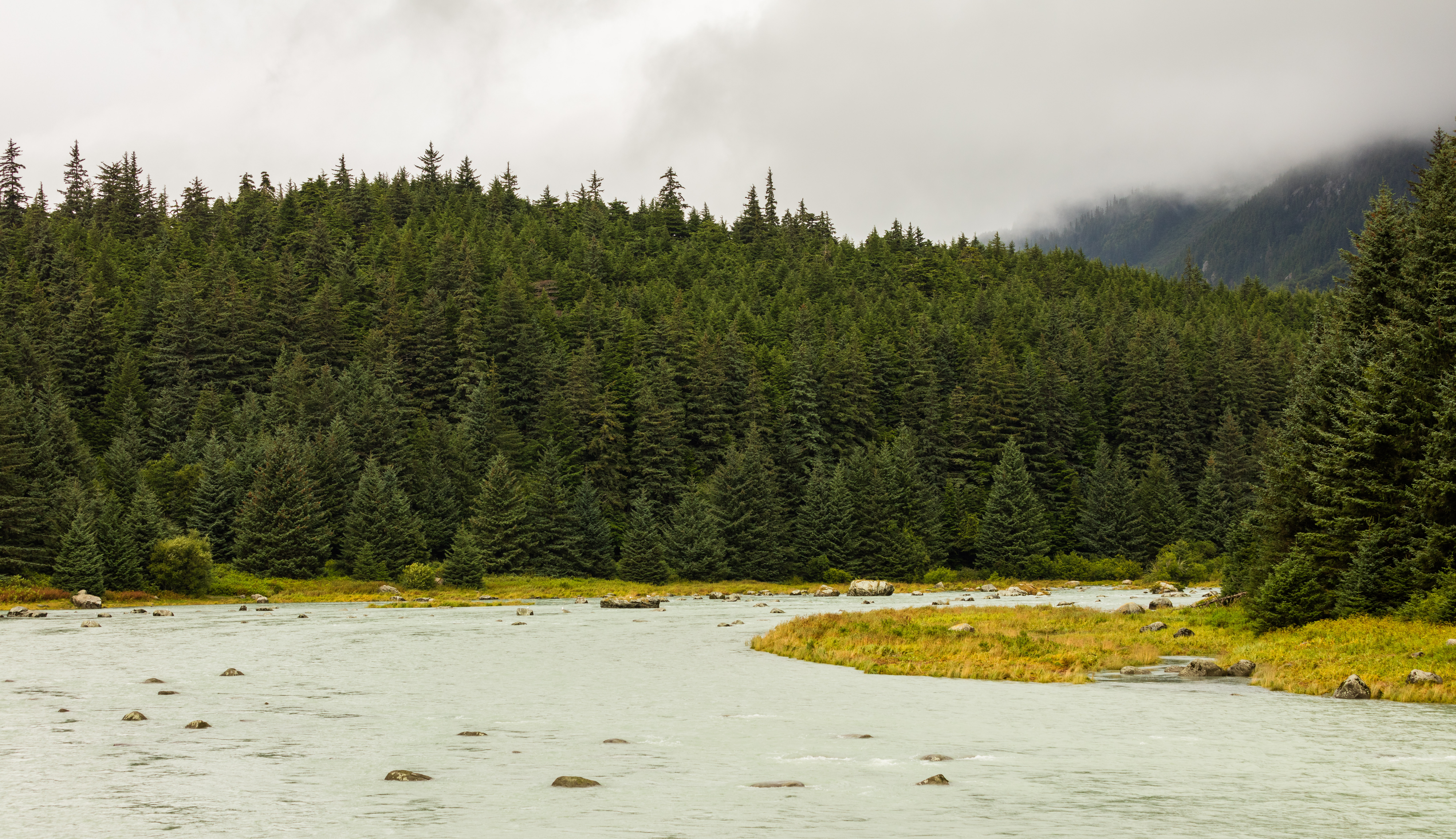
Parque Estatal de Recreo del Lago Chilkoot, Haines, Alaska.
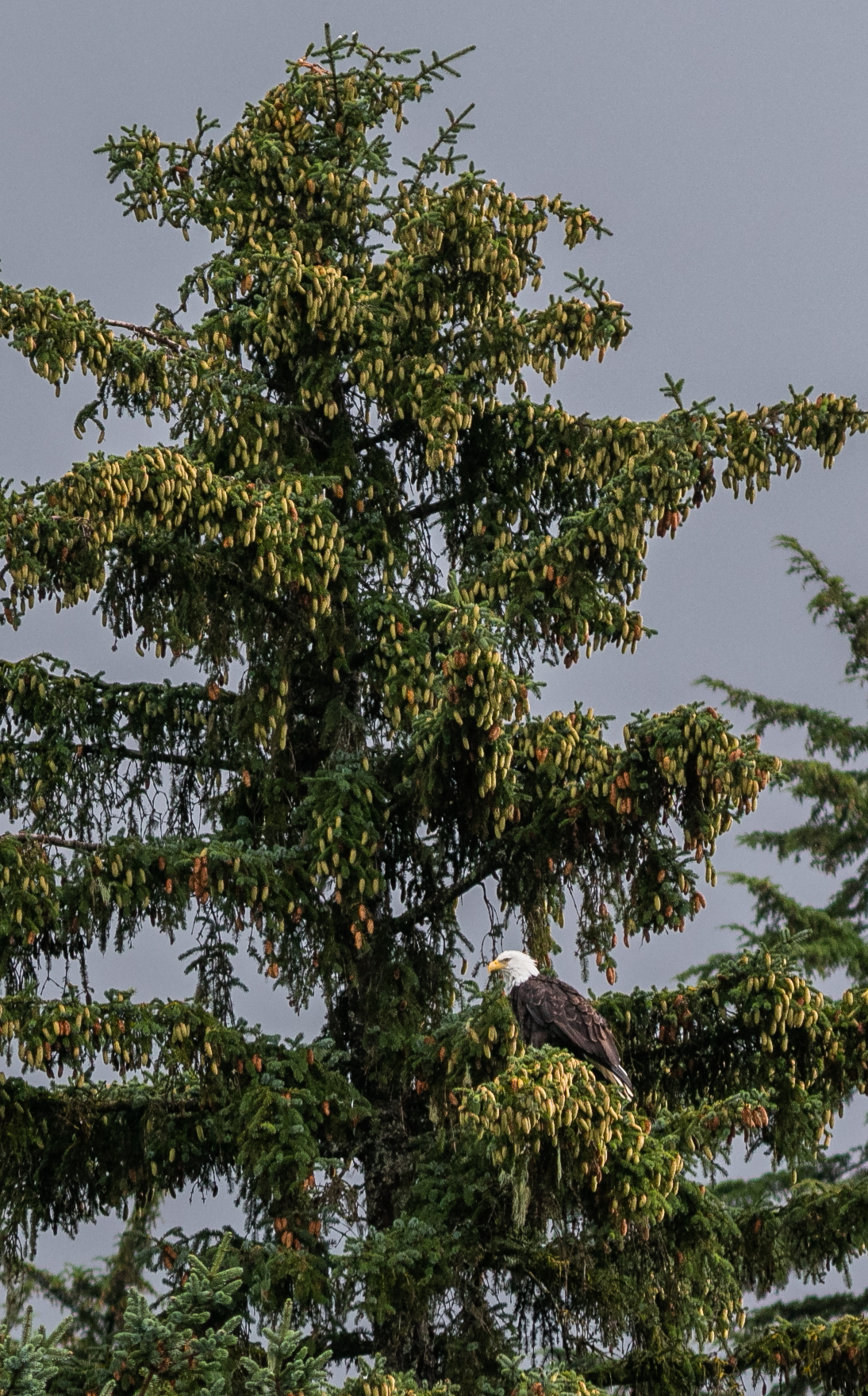
Águila calva (Haliaeetus leucocephalus), Parque Estatal de Recreo del Lago Chilkoot, Haines, Alaska.